# 벨벳도마뱀붙이속
벨벳도마뱀붙이속(Amalosia)은 돌도마뱀붙이과에 속한 호주 고유속이다. 네 종이 속해있으며, 이 속의 모든 종들은 이전에는 짓비단도마뱀붙이속에 포함되어 있었으나, 2012년에 올리버 외가 네 종을 벨벳도마뱀붙이속에, Oedura reticulata를 새로 만든 그물벨벳도마뱀붙이속에, Oedura robusta를 새로 만든 굵은벨벳도마뱀붙이속에 배치하였다. 어떤 분류학계의 권위자들은 여전히 이 종들을 이전의 속에 배치한다. 모든 종들은 호주에 고유하다.
- Amalosia jacovae (Couper, Keim & Hoskin, 2007)
- Amalosia lesueurii (듀메릴& 비브롱, 1836)
- Amalosia obscura (King, 1985)
- Amalosia rhombifer (그레이, 1845)